# Sphaerosciadium denaense
Sphaerosciadium es un género monotípico perteneciente a la familia Apiaceae. Su única especie es: Sphaerosciadium denaense.

## Taxonomía
Sphaerosciadium denaense fue descrita por Pimenov & Kljuykov y publicado en Bot. Zhurn. (Moscow & Leningrad) 66(4): 480. 1981
Sinonimia
- Physospermum denaense Czerniak.[2]